# Bahnstrecke Buchholz–Hamburg-Allermöhe
| Streckenverlauf |                                 |                                              |                                              |
| Streckennummer (DB): | 1280                            |                                              |                                              |
| Spurweite: | 1435 mm (Normalspur)            |                                              |                                              |
| Streckenklasse: | D4, Norderelbbrücke: CM2        |                                              |                                              |
| Stromsystem: | 15 kV, 16,7 Hz ~                |                                              |                                              |
| Streckengeschwindigkeit: | Veddel–Harburg: 160 km/h        |                                              |                                              |
| Zugbeeinflussung: | PZB                             |                                              |                                              |
| Zweigleisigkeit: | Buchholz–Hamburg-Rothenburgsort |                                              |                                              |
| |                                 |                                              |                                              |
| \| \| \| von Aumühle, von Berlin \| \| \| \| 49,240 \| Hamburg-Allermöhe (Abzw) \| Hamburg-Allermöhe (Abzw) \| \| \| \| \| \| \| \| \| Hamburg Mittlerer Landweg \| \| \| \| 45,894 \| Hamburg-Billwerder Ubf \| Hamburg-Billwerder Ubf \| \| \| \| Hamburg-Billwerder Üst \| \| \| \| 45,200 \| Hamburg-Billwerder \| Hamburg-Billwerder \| \| \| 44,620 \| Hamburg-Billwerder-Moorfleet (Abzw) \| Hamburg-Billwerder-Moorfleet (Abzw) \| \| \| \| Hamburg Billwerder-Moorfleet \| \| \| \| 42,000 \| Hamburg-Rothenburgsort Tk \| Hamburg-Rothenburgsort Tk \| \| \| \| Hamburg-Tiefstack \| \| \| \| \| von Hamburg-Eidelstedt \| \| \| \| \| Hamburg-Rothenburgsort Rop \| \| \| \| \| nach Hamburg Hbf (S-Bahn u. Fernbahn) \| \| \| \| 41,400 \| Hamburg-Rothenburgsort Ro \| Hamburg-Rothenburgsort Ro \| \| \| \| nach Hamburg Hbf, ehem. zum Berliner Bahnhof \| \| \| \| 38,935 \| von Hamburg Hbf (S-Bahn) \| von Hamburg Hbf (S-Bahn) \| \| \| \| nach Hamburg Ericus \| \| \| \| 38,850 \| Billhafen \| Billhafen \| \| \| \| Fernbahn von Hamburg Hbf \| \| \| \| 38,517 \| Hamburg Oberhafen (Abzw) \| Hamburg Oberhafen (Abzw) \| \| \| \| Hamburg-Elbbrücken \| \| \| \| 38,258 \| Norderelbe (312 m) \| Norderelbe (312 m) \| \| \| 37,574 \| Hamburg-Veddel (Abzw) \| Hamburg-Veddel (Abzw) \| \| \| \| Hafenbahn nach Hafenbahnhof Hamburg-Süd \| \| \| \| 36,895 \| Spreehafen \| Spreehafen \| \| \| 36,882 \| Hamburg-Veddel (S-Bahn) \| Hamburg-Veddel (S-Bahn) \| \| \| \| Hafenbahn von Hamburg-Süd \| \| \| \| 36,545 \| Hafenbahn von Peute \| Hafenbahn von Peute \| \| \| \| A 252 \| \| \| \| 34,960 \| Hamburg-Wilhelmsburg Abzw \| Hamburg-Wilhelmsburg Abzw \| \| \| 34,460 \| Hamburg-Wilhelmsburg Rbf \| Hamburg-Wilhelmsburg Rbf \| \| \| 34,268 \| Hamburg-Wilhelmsburg (S-Bahn) \| Hamburg-Wilhelmsburg (S-Bahn) \| \| \| 33,20 \| Hamburg-Wilhelmsburg S-Bahn (Abzw) \| Hamburg-Wilhelmsburg S-Bahn (Abzw) \| \| \| \| Abzw Hamburg Süderelbbrücke Hafenbahn \| \| \| \| 31,353 \| Süderelbe \| Süderelbe \| \| \| 30,690 \| A 253 \| A 253 \| \| \| \| Niederelbebahn von Cuxhaven \| \| \| \| 29,405 \| Hamburg-Harburg \| Hamburg-Harburg \| \| \| \| A 253 \| \| \| \| \| Hamburg-Harburg Bbf Süd \| \| \| \| \| Hauptstrecke nach Bremen \| \| \| \| 26,498 \| (Überwerfungsbauwerk) \| (Überwerfungsbauwerk) \| \| \| \| \| \| \| \| \| Landesgrenze HH/NI \| \| \| \| 25,105 \| Meckelfeld Hp \| Meckelfeld Hp \| \| \| \| Meckelfeld Abzw \| \| \| \| 24,60 \| Meckelfeld \| Meckelfeld \| \| \| \| Maschen Rbf \| \| \| \| 23,20 \| Maschen Rbf Mnof \| Maschen Rbf Mnof \| \| \| 22,90 \| Maschen Rbf Mnwf \| Maschen Rbf Mnwf \| \| \| \| Maschen Pbf \| \| \| \| 21,741 \| Maschen Rbf Mswf \| Maschen Rbf Mswf \| \| \| 21,10 \| Maschen Rbf Msof \| Maschen Rbf Msof \| \| \| 19,60 \| Maschen Rbf Süd (Abzw) \| Maschen Rbf Süd (Abzw) \| \| \| \| Hauptstrecke nach Lüneburg \| \| \| \| 18,286 \| A 39 \| A 39 \| \| \| 14,509 \| A 7 \| A 7 \| \| \| \| Anbindung Neubaustrecke (geplant; höhenfrei) \| \| \| \| \| Neubaustrecke Hannover–Hamburg (geplant) \| \| \| \| 7,968 \| ehem. Strecke von Lüneburg \| ehem. Strecke von Lüneburg \| \| \| 7,70 \| Jesteburg (Üst) \| Jesteburg (Üst) \| \| \| 6,280 \| Jesteburg \| Jesteburg \| \| \| 4,050 \| Reindorf \| Reindorf \| \| \| \| von Hamburg Hbf \| \| \| \| 0,001 \| Buchholz (Nordheide) \| Buchholz (Nordheide) \| \| \| \| nach Hannover-Nordstadt \| \| \| \| \| nach Bremen \| \| \| \| \| \| \| \| Quellen: [2][3] \| \| \| \| |                                 |                                              |                                              |
| Strecke · Strecke |                                 | von Aumühle, von Berlin                      | von Aumühle, von Berlin                      |
| Strecke · Blockstelle | 49,240                          | Hamburg-Allermöhe (Abzw)                     | Hamburg-Allermöhe (Abzw)                     |
| Strecke · Abzweig geradeaus und nach links · Strecke von rechts |                                 |                                              |                                              |
| S-Bahn-Halt · Strecke · Strecke |                                 | Hamburg Mittlerer Landweg                    | Hamburg Mittlerer Landweg                    |
| Strecke · Strecke · Dienststation / Betriebs- oder Güterbahnhof | 45,894                          | Hamburg-Billwerder Ubf                       | Hamburg-Billwerder Ubf                       |
| Überleitstelle / Spurwechsel · Strecke · Strecke |                                 | Hamburg-Billwerder Üst                       | Hamburg-Billwerder Üst                       |
| Strecke · Strecke · Dienststation / Betriebs- oder Güterbahnhof | 45,200                          | Hamburg-Billwerder                           | Hamburg-Billwerder                           |
| Strecke · Abzweig geradeaus und von links · Abzweig geradeaus und nach rechts | 44,620                          | Hamburg-Billwerder-Moorfleet (Abzw)          | Hamburg-Billwerder-Moorfleet (Abzw)          |
| S-Bahn-Halt · Strecke · Strecke |                                 | Hamburg Billwerder-Moorfleet                 | Hamburg Billwerder-Moorfleet                 |
| Strecke · Dienststation / Betriebs- oder Güterbahnhof · Dienststation / Betriebs- oder Güterbahnhof | 42,000                          | Hamburg-Rothenburgsort Tk                    | Hamburg-Rothenburgsort Tk                    |
| S-Bahn-Halt · Strecke · Strecke |                                 | Hamburg-Tiefstack                            | Hamburg-Tiefstack                            |
| Kreuzung geradeaus oben · Kreuzung geradeaus oben · Abzweig geradeaus und von rechts |                                 | von Hamburg-Eidelstedt                       | von Hamburg-Eidelstedt                       |
| Strecke · Dienststation / Betriebs- oder Güterbahnhof · Strecke |                                 | Hamburg-Rothenburgsort Rop                   | Hamburg-Rothenburgsort Rop                   |
| Strecke nach rechts · Abzweig geradeaus und nach rechts · Strecke |                                 | nach Hamburg Hbf (S-Bahn u. Fernbahn)        | nach Hamburg Hbf (S-Bahn u. Fernbahn)        |
| Dienststation / Betriebs- oder Güterbahnhof · Dienststation / Betriebs- oder Güterbahnhof | 41,400                          | Hamburg-Rothenburgsort Ro                    | Hamburg-Rothenburgsort Ro                    |
| Abzweig geradeaus und nach rechts · Strecke Anfang Hochstrecke |                                 | nach Hamburg Hbf, ehem. zum Berliner Bahnhof | nach Hamburg Hbf, ehem. zum Berliner Bahnhof |
| Kreuzung · Kreuzung geradeaus unten · Strecke von rechts | 38,935                          | von Hamburg Hbf (S-Bahn)                     | von Hamburg Hbf (S-Bahn)                     |
| Strecke nach rechts und Anfang Hochstrecke · Strecke · Strecke |                                 | nach Hamburg Ericus                          | nach Hamburg Ericus                          |
| Strecke unter Wasserlauf Ende Hochstrecke · Strecke unter Wasserlauf Ende Hochstrecke | 38,850                          | Billhafen                                    | Billhafen                                    |
| Strecke von rechts (außer Betrieb) · Strecke von rechts · Abzweig geradeaus und von rechts · Strecke |                                 | Fernbahn von Hamburg Hbf                     | Fernbahn von Hamburg Hbf                     |
| Strecke (außer Betrieb) · Strecke · Blockstelle · Strecke | 38,517                          | Hamburg Oberhafen (Abzw)                     | Hamburg Oberhafen (Abzw)                     |
| Strecke (außer Betrieb) · Strecke · Strecke · S-Bahn-Halt |                                 | Hamburg-Elbbrücken                           | Hamburg-Elbbrücken                           |
| Brücke über Wasserlauf (Strecke außer Betrieb) · Brücke über Wasserlauf · Brücke über Wasserlauf · Brücke über Wasserlauf | 38,258                          | Norderelbe (312 m)                           | Norderelbe (312 m)                           |
| Strecke (außer Betrieb) · Strecke | 37,574                          | Hamburg-Veddel (Abzw)                        | Hamburg-Veddel (Abzw)                        |
| Abzweig quer und ehemals nach rechts · Abzweig geradeaus und nach rechts · Strecke · Strecke |                                 | Hafenbahn nach Hafenbahnhof Hamburg-Süd      | Hafenbahn nach Hafenbahnhof Hamburg-Süd      |
| Brücke über Wasserlauf · Brücke über Wasserlauf · Brücke über Wasserlauf | 36,895                          | Spreehafen                                   | Spreehafen                                   |
| ehemaliger Bahnhof · ehemaliger Dienststation / Betriebs- oder Güterbahnhof · S-Bahn-Halt | 36,882                          | Hamburg-Veddel (S-Bahn)                      | Hamburg-Veddel (S-Bahn)                      |
| Strecke von rechts · Strecke · Strecke · Strecke |                                 | Hafenbahn von Hamburg-Süd                    | Hafenbahn von Hamburg-Süd                    |
| Abzweig geradeaus und von links · Kreuzung geradeaus unten · Kreuzung geradeaus unten · Kreuzung geradeaus unten | 36,545                          | Hafenbahn von Peute                          | Hafenbahn von Peute                          |
| Brücke · Brücke · Brücke · Brücke |                                 | A 252                                        | A 252                                        |
| Abzweig geradeaus und von links · Kreuzung rechts · Abzweig geradeaus und nach rechts · Strecke | 34,960                          | Hamburg-Wilhelmsburg Abzw                    | Hamburg-Wilhelmsburg Abzw                    |
| Dienststation / Betriebs- oder Güterbahnhof · Strecke · Strecke · Strecke | 34,460                          | Hamburg-Wilhelmsburg Rbf                     | Hamburg-Wilhelmsburg Rbf                     |
| Strecke · ehemaliger Bahnhof · ehemaliger Dienststation / Betriebs- oder Güterbahnhof · S-Bahnhof | 34,268                          | Hamburg-Wilhelmsburg (S-Bahn)                | Hamburg-Wilhelmsburg (S-Bahn)                |
| Strecke · Strecke · Abzweig geradeaus und von links · Abzweig geradeaus und nach rechts | 33,20                           | Hamburg-Wilhelmsburg S-Bahn (Abzw)           | Hamburg-Wilhelmsburg S-Bahn (Abzw)           |
| Abzweig geradeaus, nach rechts und von rechts · Strecke · Strecke · Strecke |                                 | Abzw Hamburg Süderelbbrücke Hafenbahn        | Abzw Hamburg Süderelbbrücke Hafenbahn        |
| Brücke über Wasserlauf · Brücke über Wasserlauf · Brücke über Wasserlauf · Brücke über Wasserlauf | 31,353                          | Süderelbe                                    | Süderelbe                                    |
| Brücke · Brücke · Brücke · Strecke geradeaus (im Tunnel) | 30,690                          | A 253                                        | A 253                                        |
| Kreuzung · Abzweig geradeaus und von rechts · Strecke · Strecke (im Tunnel) |                                 | Niederelbebahn von Cuxhaven                  | Niederelbebahn von Cuxhaven                  |
| Kreuzung mit Tunnelstrecke · Kreuzung mit Tunnelstrecke · Strecke nach rechts (im Tunnel) | 29,405                          | Hamburg-Harburg                              | Hamburg-Harburg                              |
| Strecke mit Straßenbrücke Streckenanfang · Strecke mit Straßenbrücke · Strecke mit Straßenbrücke Streckenende |                                 | A 253                                        | A 253                                        |
| Dienststation / Betriebs- oder Güterbahnhof · Strecke · Strecke |                                 | Hamburg-Harburg Bbf Süd                      | Hamburg-Harburg Bbf Süd                      |
| Kreuzung geradeaus unten · Abzweig geradeaus und nach rechts · Strecke |                                 | Hauptstrecke nach Bremen                     | Hauptstrecke nach Bremen                     |
| Strecke nach halblinks · Strecke nach halblinks · Strecke nach halbrechts | 26,498                          | (Überwerfungsbauwerk)                        | (Überwerfungsbauwerk)                        |
| Abzweig von halblinks und von halbrechts · Strecke von halbrechts |                                 |                                              |                                              |
| Grenze · Grenze |                                 | Landesgrenze HH/NI                           | Landesgrenze HH/NI                           |
| Strecke · Haltepunkt / Haltestelle | 25,105                          | Meckelfeld Hp                                | Meckelfeld Hp                                |
| Abzweig geradeaus und von links · Abzweig geradeaus und nach rechts |                                 | Meckelfeld Abzw                              | Meckelfeld Abzw                              |
| Dienststation / Betriebs- oder Güterbahnhof · Strecke | 24,60                           | Meckelfeld                                   | Meckelfeld                                   |
| Verschwenkung von links · Verschwenkung von rechts · Verschwenkung von rechts |                                 | Maschen Rbf                                  | Maschen Rbf                                  |
| Strecke · Dienststation / Betriebs- oder Güterbahnhof · Strecke | 23,20                           | Maschen Rbf Mnof                             | Maschen Rbf Mnof                             |
| Dienststation / Betriebs- oder Güterbahnhof · Strecke · Strecke | 22,90                           | Maschen Rbf Mnwf                             | Maschen Rbf Mnwf                             |
| Strecke · Strecke · Bahnhof |                                 | Maschen Pbf                                  | Maschen Pbf                                  |
| Dienststation / Betriebs- oder Güterbahnhof · Strecke · Strecke | 21,741                          | Maschen Rbf Mswf                             | Maschen Rbf Mswf                             |
| Strecke · Dienststation / Betriebs- oder Güterbahnhof · Strecke | 21,10                           | Maschen Rbf Msof                             | Maschen Rbf Msof                             |
| Strecke nach links · Kreuzung links · Abzweig geradeaus und von rechts | 19,60                           | Maschen Rbf Süd (Abzw)                       | Maschen Rbf Süd (Abzw)                       |
| Strecke · Strecke nach links |                                 | Hauptstrecke nach Lüneburg                   | Hauptstrecke nach Lüneburg                   |
| Strecke mit Straßenbrücke | 18,286                          | A 39                                         | A 39                                         |
| Brücke | 14,509                          | A 7                                          | A 7                                          |
| Abzweig geradeaus und ehemals nach links |                                 | Anbindung Neubaustrecke (geplant; höhenfrei) | Anbindung Neubaustrecke (geplant; höhenfrei) |
| Kreuzung geradeaus unten (Querstrecke außer Betrieb) |                                 | Neubaustrecke Hannover–Hamburg (geplant)     | Neubaustrecke Hannover–Hamburg (geplant)     |
| Abzweig geradeaus und ehemals von links | 7,968                           | ehem. Strecke von Lüneburg                   | ehem. Strecke von Lüneburg                   |
| Überleitstelle / Spurwechsel | 7,70                            | Jesteburg (Üst)                              | Jesteburg (Üst)                              |
| ehemaliger Bahnhof | 6,280                           | Jesteburg                                    | Jesteburg                                    |
| ehemaliger Haltepunkt / Haltestelle | 4,050                           | Reindorf                                     | Reindorf                                     |
| Abzweig geradeaus und von rechts |                                 | von Hamburg Hbf                              | von Hamburg Hbf                              |
| Bahnhof | 0,001                           | Buchholz (Nordheide)                         | Buchholz (Nordheide)                         |
| Abzweig geradeaus und nach rechts |                                 | nach Hannover-Nordstadt                      | nach Hannover-Nordstadt                      |
| Strecke |                                 | nach Bremen                                  | nach Bremen                                  |
| |                                 |                                              |                                              |
| Quellen: |                                 |                                              |                                              |

Die Bahnstrecke Buchholz–Hamburg-Allermöhe ist eine vor allem vom Güterverkehr genutzte Bahnstrecke. Sie verläuft vom Bahnhof Buchholz (Nordheide) über den Rangierbahnhof Maschen durch das Stadtgebiet von Hamburg nach Allermöhe am Umschlagbahnhof Billwerder.

## Geschichte

### Frühere Planungen
In den 1920er-Jahren gab es bereits Pläne, zusätzlich zur Güterumgehungsbahn zwischen Eidelstedt und Rothenburgsort auch eine südliche Güterumgehungsbahn zu errichten, die in Billwerder von der Bahnstrecke Berlin–Hamburg abzweigen und als Neubaustrecke in weitem Bogen durch die Marschlande zu einem geplanten Rangierbahnhof bei Meckelfeld südlich von Harburg verlaufen sollte. Dieser Rangierbahnhof hätte etwas weiter nördlich als der später realisierte Rangierbahnhof Maschen gelegen. Außerdem war eine Strecke vorgesehen, die zur Anbindung der Bahnstrecke Wanne-Eickel–Hamburg von Buchholz (Nordheide) zum geplanten Rangierbahnhof verlaufen sollte.

### Buchholz–Maschen
1977 wurde der Rangierbahnhof Maschen südlich von Harburg an der Bahnstrecke Lehrte–Hamburg-Harburg eröffnet. Züge von Bremen und aus dem Ruhrgebiet über die Bahnstrecke Wanne-Eickel–Hamburg konnten den Rangierbahnhof nur mit einem Fahrtrichtungswechsel in Harburg erreichen. Um diesen zu vermeiden und zusätzliche Kapazitäten zu schaffen, wurde eine direkte Verbindung von Buchholz (Nordheide) nach Maschen Rbf hergestellt. Dazu wurde die Bahnstrecke Wittenberge–Buchholz auf dem acht Kilometer langen Abschnitt Buchholz–Jesteburg grundlegend erneuert, zweigleisig ausgebaut und elektrifiziert. Zwischen Jesteburg und dem Rangierbahnhof wurde eine etwa zwölf Kilometer lange Neubaustrecke gebaut. Die Ausbaustrecke Buchholz–Jesteburg wird heute zusammen mit der Neubaustrecke nach Maschen als Teil der Strecke 1280 eingeordnet. Östlich von Jesteburg wurde die Strecke Wittenberge–Buchholz stillgelegt.

### Maschen–Rothenburgsort
Da eine Neubaustrecke durch die ökologisch sensiblen Vier- und Marschlande nicht durchsetzbar war, wurden die Planungen einer Neubaustrecke in den 1980er-Jahren endgültig verworfen. Stattdessen wurde ein Verlauf entlang bestehender Strecken gewählt. Im Bundesverkehrswegeplan 1985 war dieses Projekt als Ausbaustrecke Hamburg-Harburg–Hamburg-Rothenburgsort enthalten. Die Strecke wurde entlang der Bahnstrecke Lehrte–Hamburg-Harburg von Maschen Rbf nach Harburg und entlang der Bahnstrecke Wanne-Eickel–Hamburg von Harburg bis etwa zu den Norderelbbrücken gebaut. Von dort aus schließt sich eine Verbindungskurve nach Rothenburgsort an, die eine Umgehung des Hauptgüterbahnhofs ermöglicht. Elemente der Strecke sind von Süden nach Norden:
- Neubau von zwei Überwerfungsbauwerken vor Harburg:
  - Das südliche bringt die Güterzüge von Maschen Rangierbahnhof über die Bahnstrecke Lehrte–Hamburg-Harburg östlich auf die neue zweigleisige Strecke nach Rothenburgsort.
  - Das nördliche ersetzte die lange Schleife der Bremer Strecke zu den (bis dahin östlichen) Gleisen der hannoverschen Bahn. So liegen im Bahnhof Hamburg-Harburg die beiden Bremen-Gleise mittig zwischen den Hannover-Gleisen.
- Erhöhung der Durchfahrgeschwindigkeiten in der Relation
  - Hamburg–Hannover auf 120 km/h (Gleise 1 und 4)
  - Hamburg–Bremen auf 100 km/h (Gleise 2 und 3)
  - Maschen–Hamburg Unterelbe auf 60 km/h (Gleise 7 und 8)
  - Maschen–Hamburg-Wilhelmsburg auf 80 km/h (Gleise 7 und 8)
- Zwischen Hamburg-Harburg und der Abzweigstelle in Hamburg-Veddel wurde westlich eine weitere zweigleisige Strecke mit einer Brücke über die Süderelbe zur Anbindung der Hamburger Hafenbahn (Hohe Schaar und Hafenbahnhof Hamburg-Süd) gebaut.
- Die Gleise zwischen Hamburg-Harburg und dem ehemaligen Bahnhof Hamburg Hgbf wurden neu geordnet:
  - alt:
    - zwei Güterzug-Gleise im Westen
    - zwei Personenzug-Gleise im Osten

  - neu:
    - zwei Güterzug-Hafengleise im Westen
    - zwei Personenzug-Gleise mittig
    - zwei Güterzug-Gleise im Osten
- Im Bahnhof Hamburg Hgbf wurde die Güterzug-Wendeanlage aufgegeben, der Spurplan wurde umgebaut und vereinfacht.

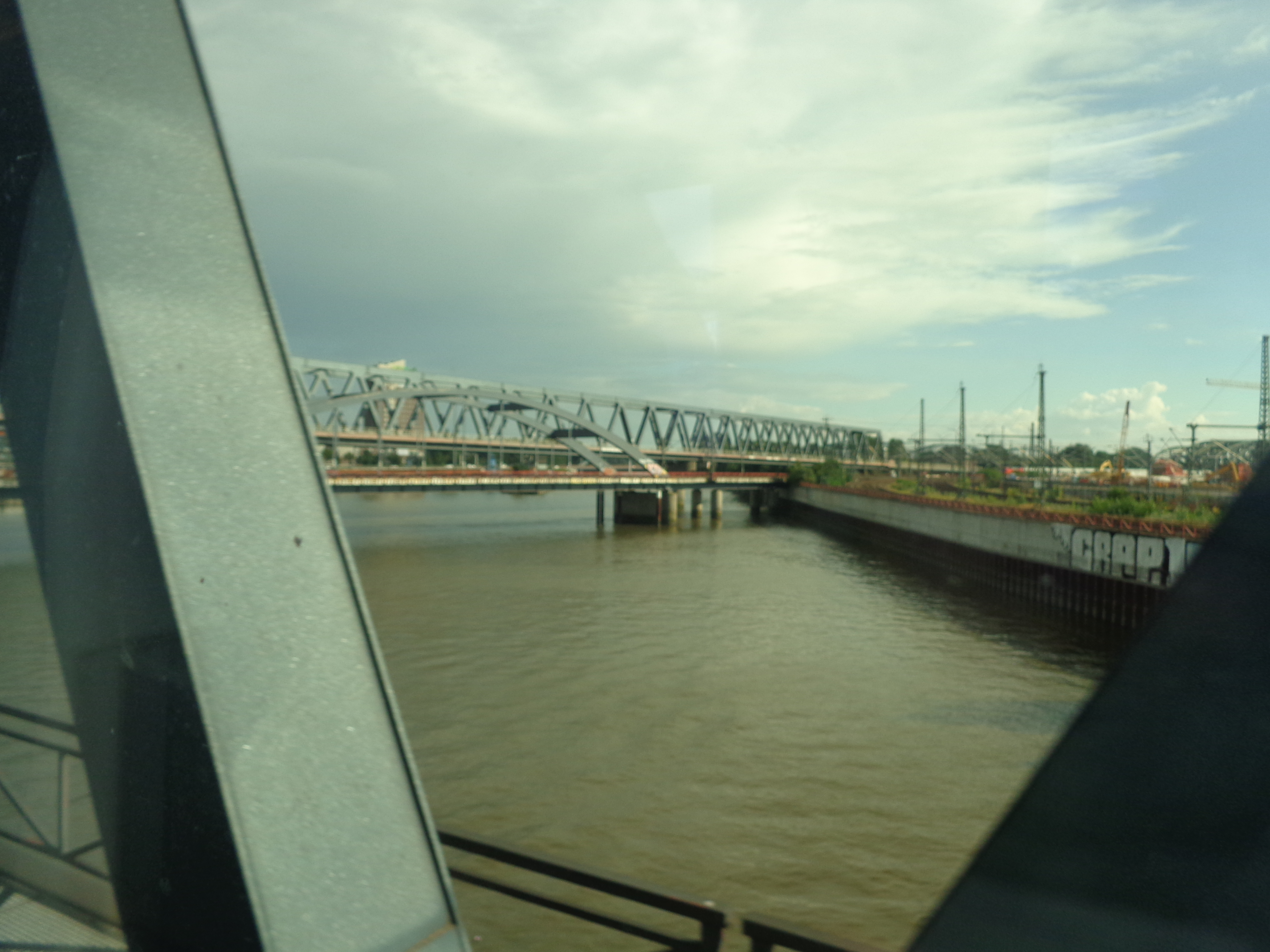
Gleisdreieck im Oberhafen

- Zwischen der Norderelbbrücke und dem Bahnhof Hamburg-Rothenburgsort wurde eine zweigleisige Verbindungsstrecke mit einer Brücke über den Oberhafenkanal neu gebaut.
- Die bisherige zweigleisige Strecke Hamburg Hgbf–Hamburg-Rothenburgsort wurde zurückgebaut.
- Der Bahnhof Hamburg Hbf wurde zur Anbindung des Bahnsteiggleises 8 in die Richtungen Lübeck und (neu) Hamburg-Harburg mit Verlängerung des Bahnsteiges zwischen den Gleisen 7 und 8 umgebaut.
- Der Stellwerksbereich Abzweigstelle Süderelbe wird vom erweiterten und modernisierten Stellwerk in Hamburg-Harburg aus ferngesteuert (mit Rückbau des Stellwerksgebäudes Sf), gleiches gilt für die Stellwerke Veddel Vf, Hob und Wr IV (im Bahnhof Hamburg Hgbf). Die Stellwerksgebäude Hob und Wr IV wurden zurückgebaut.

Die Strecke ging am 13. August 1996 in Betrieb.
Nach der deutschen Wiedervereinigung wurde außerdem neben der zurückgebauten alten Eisenbahnstrecke zwischen Hamburg Hgbf und Hamburg-Rothenburgsort eine neue eingleisige Strecke gebaut, damit in der Relation Hamburg–Berlin in Hamburg Hbf auch die Bahnsteige auf der westlichen Seite erreicht werden können. 2016/2017 wurde über diese Strecke die Baustelle am Berliner Tor umfahren, wo die Brücken der S-Bahn- und Fernbahn-Gleise über die Bahnstrecke Lübeck–Hamburg sowie Stützmauern erneuert wurden.